# Ciclone extratropicale

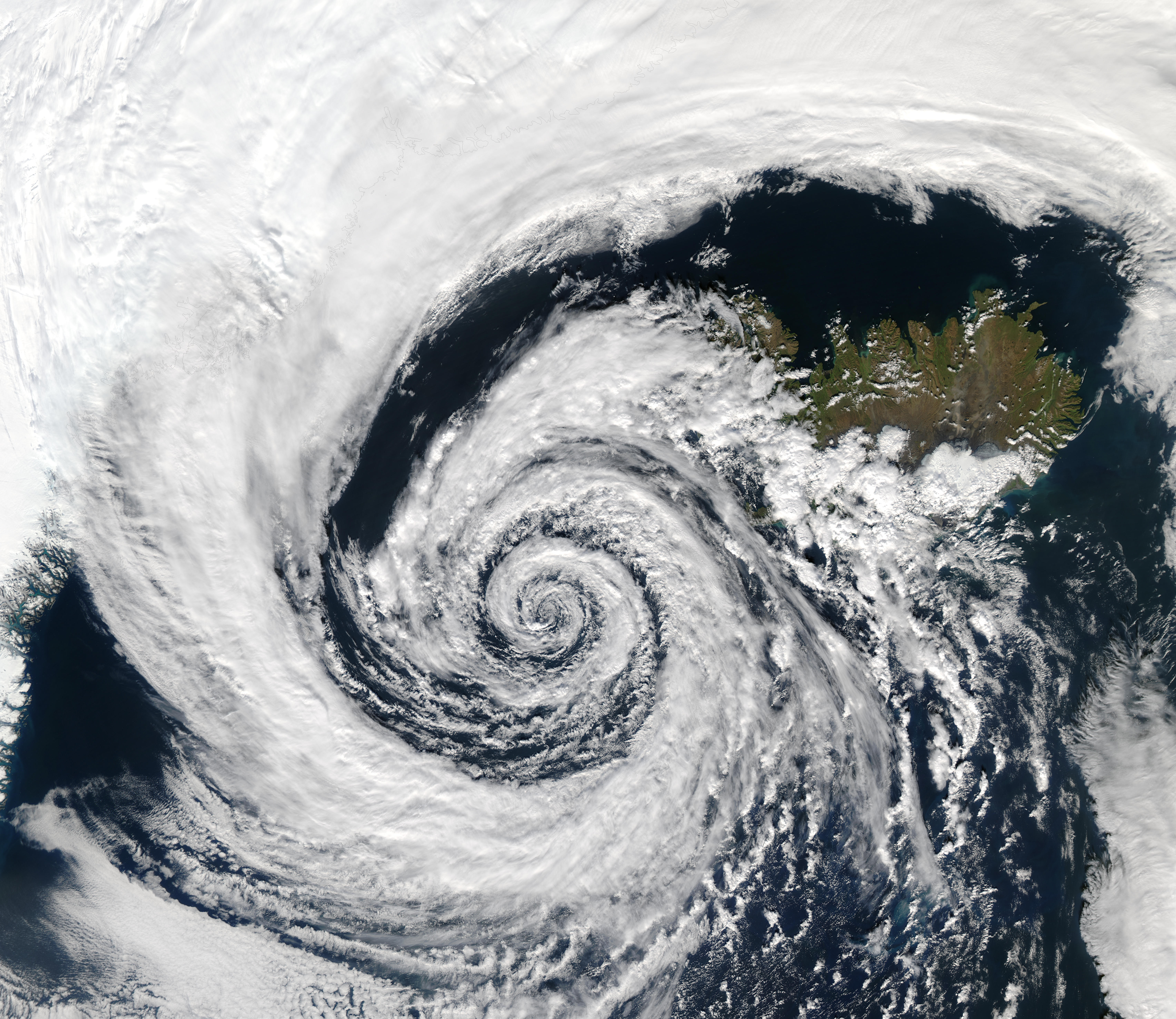
La depressione d'Islanda vista dal satellite

In meteorologia i cicloni extratropicali sono una tipologia di cicloni, ovvero sistemi di bassa pressione a scala sinottica, che si verificano alle medie latitudini temperate della Terra (al di fuori dei tropici) all'interno dei quali, durante la loro dinamica, si manifestano i fronti meteorologici. I cicloni extratropicali, spesso detti semplicemente depressioni atmosferiche, sono fenomeni quotidiani che, insieme agli anticicloni, caratterizzano il tempo meteorologico su gran parte della Terra producendo fenomeni meteorologici associati quali nuvolosità, precipitazioni, rovesci, temporali e venti.

## Formazione
I cicloni extratropicali si formano in tutte le regioni extratropicali della Terra (in genere tra il 30º e 60º grado di latitudine dall'equatore), sia attraverso ciclogenesi o transizione extratropicale. Uno studio sui cicloni extratropicali nel Sud del mondo dimostra che tra i paralleli 30 e 70, ci sono una media di 37 cicloni in un periodo di 6 ore. Uno studio separato nell'emisfero settentrionale suggerisce che circa 234 cicloni extratropicali si formano ogni inverno.

### Ciclogenesi

La tempesta denominata "Adrian" o anche "Vaia" del 29 ottobre 2018 ripresa dal satellite EUMETSAT

I cicloni extratropicali si formano lungo delle fasce lineari di temperatura, con una pendenza significativa di shear verticale del vento, e sono quindi classificati come "cicloni baroclini". Inizialmente, la ciclogenesi si verifica lungo la zona frontale nei pressi di un quadrante favorevole della corrente a getto, di solito è il quadrante anteriore destro o posteriore sinistro. 
Questo fa sì che l'aria si diriga fuori dalla parte superiore della colonna d'aria, che a sua volta fa convergere le forze dal basso livello del vento e produce un maggiore movimento verso l'alto all'interno della colonna. Il movimento verso l'alto provoca un aumento della pressione sulla superficie inferiore, mentre il movimento dell'aria verso l'alto contrasta la forza di gravità, riducendo il peso dell'atmosfera (pressione di superficie) in quella posizione, e quindi provoca il rafforzamento del ciclone. 
Mentre il ciclone si rafforza, il fronte freddo si muove verso l'equatore e ruota intorno alla parte posteriore del ciclone. Nel frattempo, il fronte caldo associato progredisce più lentamente, mentre l'aria più fresca è più densa e quindi si muove più difficilmente. Successivamente, i cicloni occludono quando la parte verso i poli del fronte freddo supera una sezione del fronte caldo, formando una "lingua" (o trowal) di aria calda. Alla fine, il ciclone diventerà barotropicale freddo e comincerà ad indebolirsi.
Una rapida caduta della pressione atmosferica è possibile grazie alle forti spinte del livello superiore del sistema, e quando le pressioni cadono a più di 1 millibar (0,029 inHg) per ora, il ciclone è a volte indicato come una "bomba". Più forte è il divario del livello superiore, più il suddetto ciclone può diventare potente.
Cicloni extratropicali con la forza di uragani hanno più probabilità di formarsi nell'Atlantico settentrionale e nel nord Pacifico nei mesi di dicembre e gennaio. Il 14 e 15 dicembre 1986, un ciclone extratropicale vicino all'Islanda è arrivato al di sotto dei 920 ettopascal, che è una pressione equivalente ad un uragano di categoria 5.
A livello fisico-matematico (vedi meteorologia dinamica) i cicloni extra-tropicali si sviluppano in atmosfera baroclina per effetto dell'instabilità baroclina.

### Transizione extratropicale

Immagine Meteosat di un ciclone extratropicale sul nord Europa

I cicloni tropicali spesso si trasformano in cicloni extratropicali, alla fine della loro esistenza, di solito tra il 30º e il 40º grado di latitudine. Durante la transizione extratropicale, il ciclone comincia ad inclinare all'indietro la massa d'aria più fredda, e la fonte di energia primaria del ciclone proviene dal rilascio del calore latente della condensazione. 
Il sistema di bassa pressione perde alla fine il suo nucleo caldo e diventa un sistema a nucleo freddo. Durante questo processo, un ciclone in transizione extratropicale invariabilmente va a connettersi con fronti vicini e/o depressioni associati ad un sistema baroclino. A causa di questo evento, le dimensioni del ciclone di solito sembrano aumentare, mentre il nucleo si indebolisce. 
In rare occasioni, un ciclone extratropicale può diventare un ciclone tropicale se il sistema raggiunge una zona di mare con acque più calde e un ambiente con meno wind shear verticale. A volte, specie in regime di circolaziona zonale persistente, i cicloni extratropicali possono presentarsi in successione uno dopo l'altro con intervallo di 3-4 giorni l'uno dall'altro, dando vita a famiglie di cicloni.

## Evoluzione
Ci sono due modelli di sviluppo di ciclone extratropicale e del suo ciclo di vita. Di solito si utilizzano il modello norvegese e il modello Shapiro-Keyser.

### Modello norvegese

Sistema nuvoloso di un fronte caldo

Delle due teorie sulla struttura dei cicloni extratropicali e del loro ciclo di vita, il più vecchio è il modello norvegese, sviluppato durante la prima guerra mondiale. In questa teoria, i cicloni si sviluppano e si muovono su un lungo confine frontale, eventualmente occludendosi e raggiungendo un ambiente freddo
. È stato sviluppato interamente sulla base di osservazioni meteorologiche, comprese le descrizioni delle nuvole viste nei pressi dei confini del sistema.

### Modello di Shapiro-Keyser

Lo stadio di occlusione (L = minimo di bassa pressione)

Una seconda teoria per lo sviluppo dei cicloni extratropicali è il modello di Shapiro-Keyser, sviluppato nel 1990.
Le differenze principali con il modello norvegese sono la frattura del fronte freddo, il tipo di occlusione e i fronti caldi. Questo modello si basava sui cicloni oceanici e sulla loro struttura frontale.

#### Isolamento caldo
Un isolamento caldo è la fase matura del ciclo di vita di un ciclone extratropicale. Questo è stato concepito dopo l'esperimento sul campo dell'E.R.I.C.A. alla fine degli anni ottanta, che indicava un anomalo riscaldamento nei bassi livelli della struttura termale, circondato da un fronte caldo e da un "nastro" di venti particolarmente intensi
Il modello norvegese, sviluppato dalla Scuola di Bergenin ha utilizzato il termine occlusione per identificare le fasi finali di decadenza del ciclone.
Gli isolamenti caldi possono essere privi di nubi, con un occhio al loro centro (simile a quello dei cicloni tropicali), in cui la pressione scende e i venti aumentano. Gli isolamenti caldi più intensi spesso raggiungono pressioni di 950 millibar. Un isolamento caldo si verifica a latitudini vicine ai poli e ai tropici.
Mentre il flusso di calore latente è importante per il loro sviluppo ed intensificazione, molti isolamenti caldi possono verificarsi sopra gli oceani; possono influenzare le nazioni costiere con venti molto forti e piogge torrenziali.

## Effetti

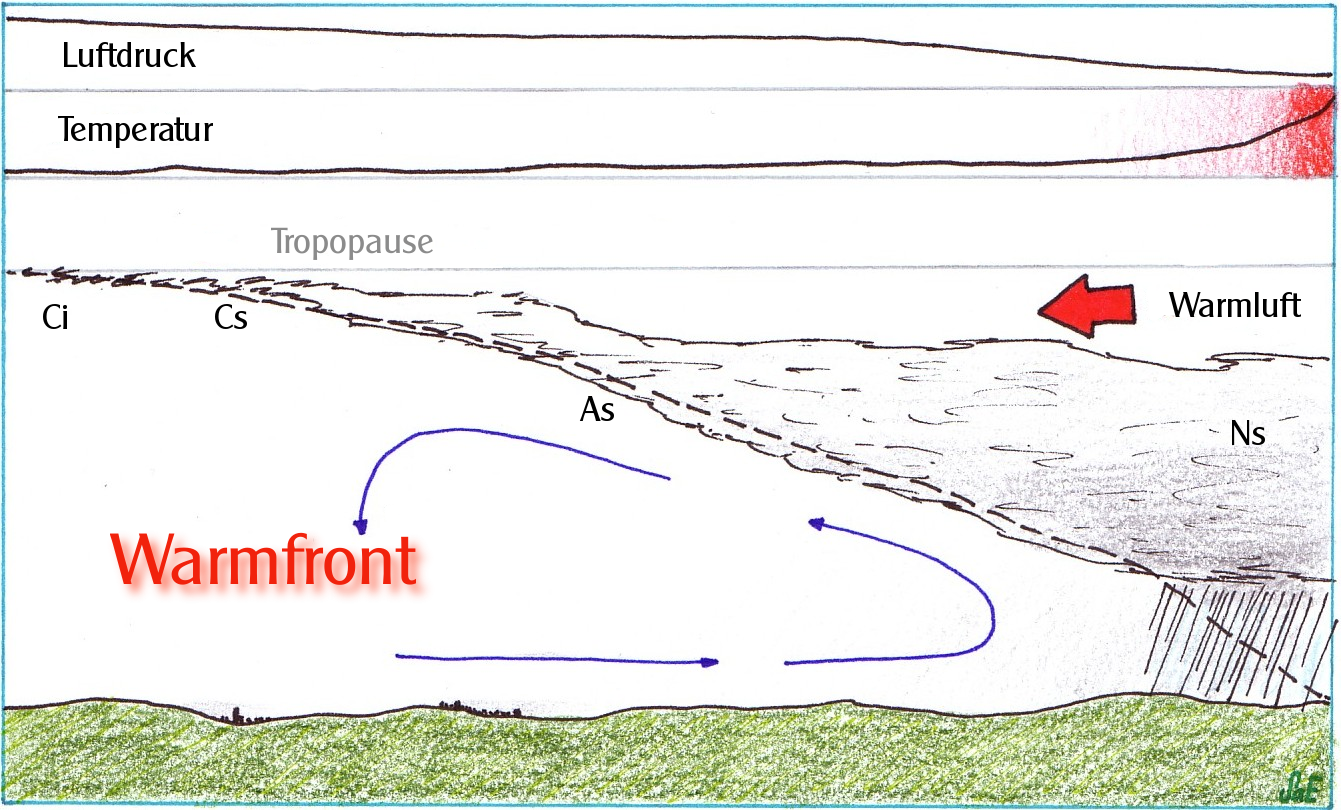
Fronte caldo

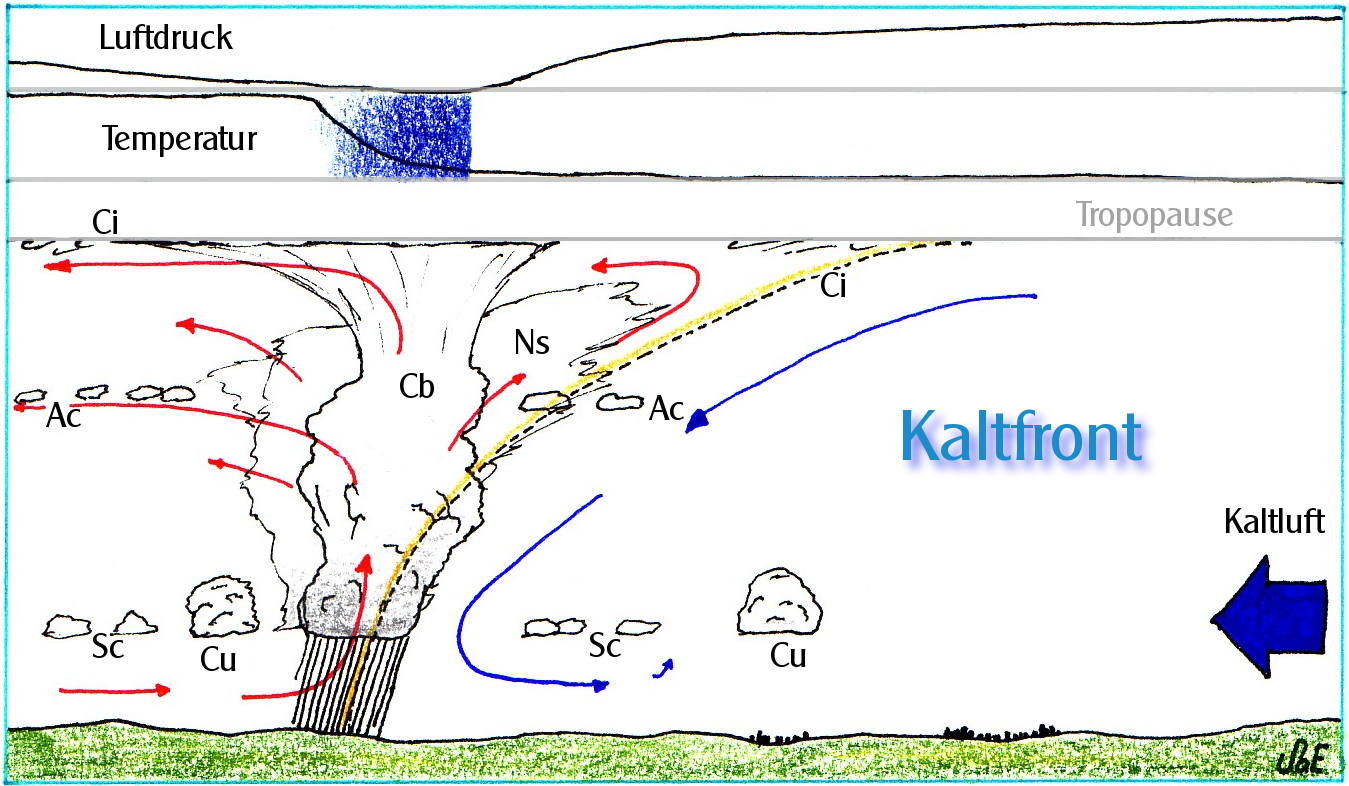
Fronte freddo

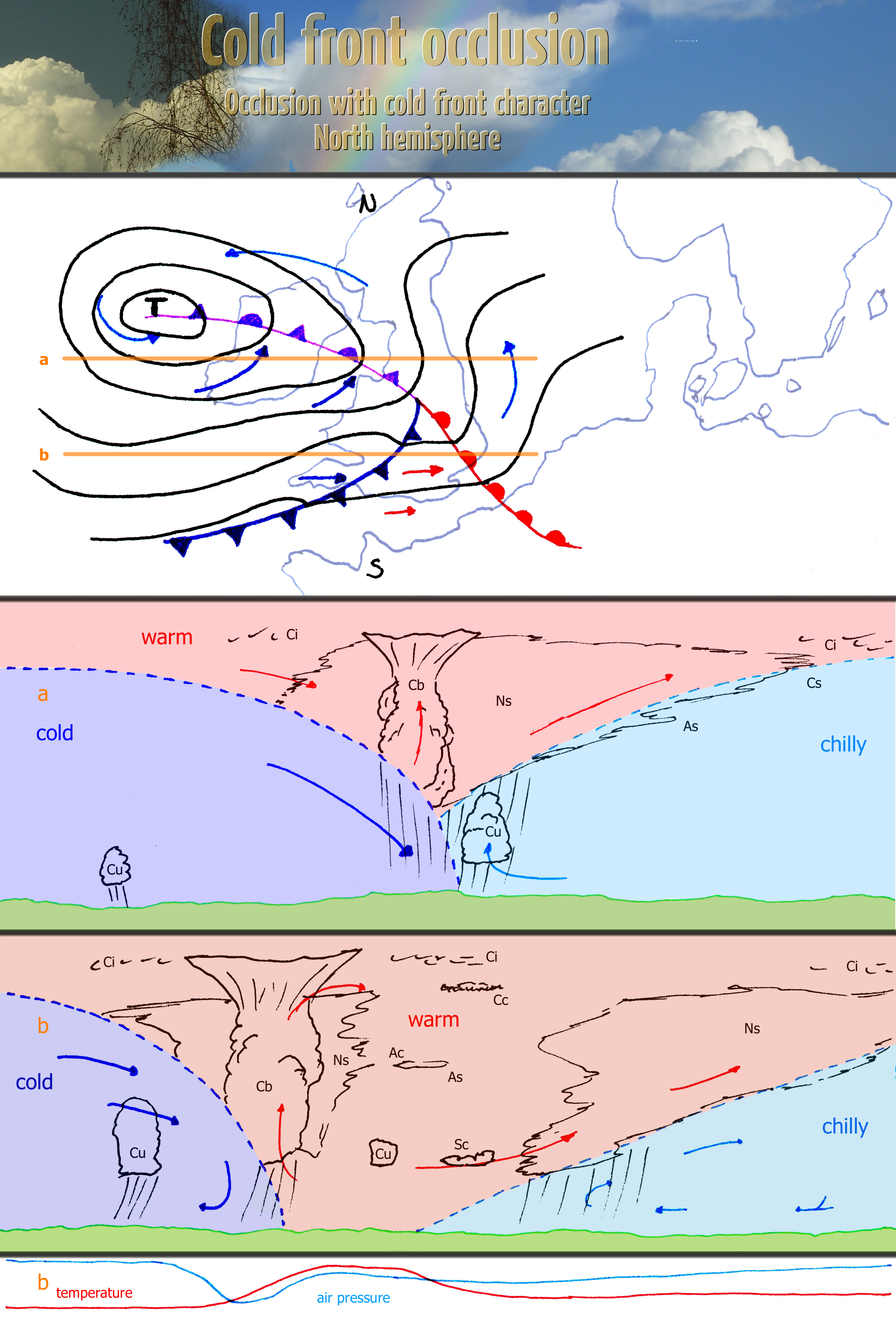
Fronte occluso

### Generali
I cicloni extratropicali possono portare clima mite con un po' di pioggia e venti dai 15 ai 30 km/h, oppure possono essere a nucleo freddo e scatenare piogge torrenziali e venti superiori a 119 km/h. La banda di precipitazioni associata al fronte caldo è spesso estesa. In un ciclone extratropicale maturo, una zona conosciuta come "virgola", situata a nord-ovest del sistema, può essere una regione con forti precipitazioni, temporali frequenti e tempeste di neve. I cicloni extratropicali tendono a muoversi lungo un percorso prevedibile.

### Maltempo
Una squall line, cioè una solida banda di forti temporali, può formarsi davanti ai fronti freddi e depressioni a causa della presenza di umidità atmosferica e di forte divergenza, portando grandine e forti venti.
Lo sviluppo esplosivo dei cicloni extratropicali può essere improvviso. La tempesta conosciuta nel Regno Unito come la "grande tempesta del 1987" è arrivata a 953 millibar, con venti di 220 km/h, con conseguente perdita di 19 vite, 15 milioni di alberi abbattuti, diffusi danni alle abitazioni e un costo economico stimato intorno ai 2,3 miliardi di dollari.

### Famiglie di cicloni extratropicali
I cicloni extratropicali sono spesso organizzati in famiglie nelle quali ogni depressione è separata dalla successiva da un promontorio o anticiclone mobile prevalentemente freddo a intervalli medi di 5-7 giorni. A questa successione di configurazioni di alta e bassa pressione corrisponde in quota una successione di saccature e promontori che nell'insieme costituiscono ondulazioni del flusso d'aria, solitamente occidentale (westerlies), che circonda le medie latitudini.
All'inizio del ciclo evolutivo di una famiglia di cicloni le ondulazioni sono relativamente poco ampie e i cicloni sono particolarmente mobili. Alla fine del ciclo evolutivo le ondulazioni del flusso troposferico raggiungono la massima ampiezza coinvolgendo l'intera fascia delle medie latitudini nella quale, pertanto, nella parte settentrionale si isolano circolazioni anticicloniche calde e in quelle meridionali circolazioni cicloniche fredde.
Il clima dell'emisfero boreale è influenzato dal vortice polare, area ciclonica che staziona in modo quasi permanente nell'area attorno al polo nord; a livello europeo svolge un ruolo fondamentale sulla dinamica atmosferica anche la depressione d'Islanda. In nord America un ruolo analogo è svolto dalla depressione delle Aleutine. A livello mediterraneo formazioni depressionarie tipiche sono la depressione del Mar Ligure, la depressione del Golfo del Leone e la depressione delle Baleari (vedi depressione mediterranea).

### Cicloni extratropicali e bilancio termico terrestre
I cicloni extratropicali sono un fattore importante nel bilancio termico terrestre: sono responsabili in larga misura degli interscambi d'aria fra le alte e le basse latitudini, che sono un aspetto tipico della circolazione atmosferica. Come tutti i vortici atmosferici sono quindi indice di rimescolamento turbolento dell'atmosfera a grande scala. Le depressioni delle medie latitudini vi determinano anche la distribuzione delle precipitazioni.
I sistemi nuvolosi e le precipitazioni non sono uniformemente ripartiti nella depressione, ma solitamente organizzati lungo fasce parallele alle zone frontali. In generale nella parte anteriore della depressione i sistemi nuvolosi sono a grande sviluppo orizzontale e a vari livelli. Nella parte posteriore prevalgono le nubi a sviluppo verticale; le precipitazioni (rovesci o temporali) sono discontinue. Fra la parte anteriore e quella posteriore di solito si individua una zona intermedia in cui le condizioni climatiche sono relativamente migliori, la nuvolosità è scarsa e c'è assenza di precipitazioni.

### Interazione tra cicloni e orografia

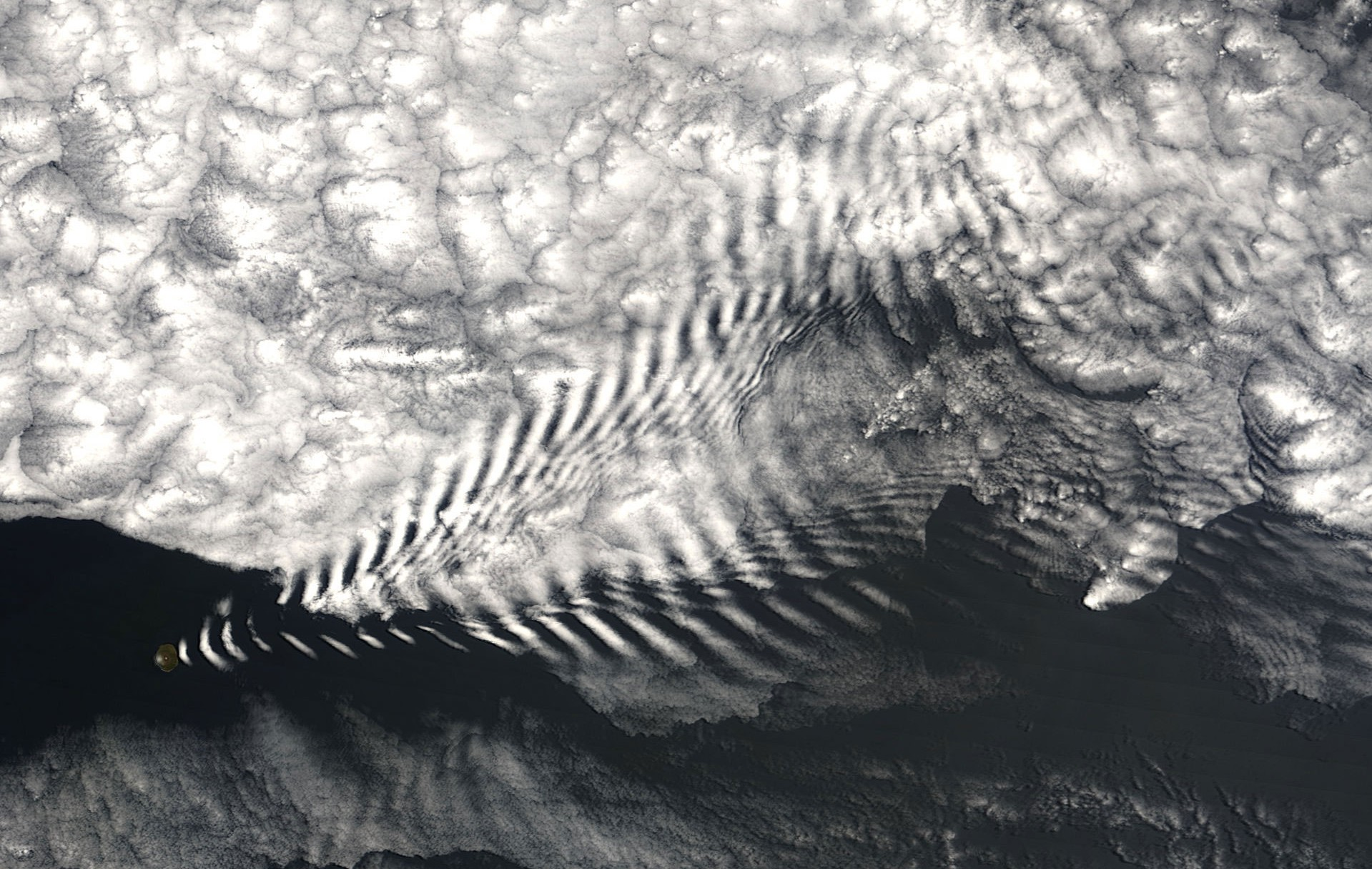
Esempio di sollevamento orografico

Lo schema sopra descritto è abbastanza valido se il ciclone si muove su aree omogenee come gli oceani, mentre l'interazione tra l'aria e l'orografia terrestre modifica la distribuzione dei sistemi nuvolosi e delle precipitazioni. Le catene montuose modificano vistosamente anche la distribuzione della pressione al livello del mare e di conseguenza anche la circolazione atmosferica negli strati più bassi.
Quando il flusso medio atmosferico si svolge perpendicolarmente a un sistema orografico esteso orizzontalmente, tale che l'aria non riesca ad aggirarlo agevolmente, nel versante sopravvento si sviluppa alta pressione, mentre nel versante sottovento si sviluppa bassa pressione. La barriera alpina è una delle cause principali delle depressioni che nascono nelle regioni settentrionali italiane, sul mar Ligure e sul mare Adriatico settentrionale.
Le sorgenti di calore che da maggio a settembre si riscontrano sul mare Mediterraneo sono una causa concomitante per la genesi di depressioni che interessano l'Italia. Nella valle Padana in estate si creano depressioni di natura essenzialmente barica, dovute all'intenso riscaldamento del suolo; tali depressioni, seppur modeste, sono causa di violenti temporali, spesso accompagnati da grandinate e raffiche di vento.